# Comitato consultivo internazionale del cotone
Il Comitato consultivo internazionale del cotone (International Cotton Advisory Committee), sigla ICAC, è un'organizzazione intergovernativa che
promuove la produzione, distribuzione e consumo del cotone e dei tessuti di cotone.

## Storia
Il Comitato consultivo internazionale del cotone è stato costituito nel 1939 per decisione dell'International Cotton Meeting che il 5-9 settembre 1939 riuniva a Washington i 10 principali paesi produttori per discutere dei problemi di sovraproduzione e di crollo dei prezzi. Nel maggio 1946 venne decisa la costituzione del Segretariato e del Comitato esecutivo.
Il 16 giugno 1972, la 31ª sessione plenaria approvava lo Statuto dell'ICAC, più volte emendato, l'ultima delle quali nella 78ª sessione plenaria del 5 dicembre 2019.

## Finalità
I compiti del Comitato consultivo internazionale del cotone sono:
- osservare e verificare gli sviluppi relativi alla situazione mondiale del cotone;
- raccogliere, conservare e divulgare informazioni statistiche, informazioni sulla produzione mondiale di cotone, il commercio, il consumo, le scorte e i prezzi, così come di altre fibre tessili nella misura in cui influiscono sull'economia del cotone;
- suggerire ai membri dell'ICAC qualsiasi misura che l'ICAC stesso ritenga opportuno e fattibile per rafforzare la collaborazione internazionale finalizzata allo sviluppo dell'economia del cotone;
- costituire il forum per lo scambio internazionale di opinioni su questioni relative al prezzo del cotone.

### Giornata mondiale del cotone
L'Assemblea generale delle Nazioni Unite, con la risoluzione A/RES/75/318 del 30 agosto 2021, ha proclamato il 7 ottobre Giornata mondiale del cotone, su proposta di quattro paesi produttori dell'Africa subsahariana (Benin, Burkina Faso, Ciad, Costa d'Avorio), con l'appoggio dei segretariati della FAO, della Conferenza delle Nazioni Unite sul commercio e lo sviluppo, dell'Organizzazione mondiale del commercio, del Centro internazionale del commercio (ITC) e dell'ICAC.

## Membri
Gli Stati partecipanti sono 29. Non aderisce la Cina, maggior produttore mondiale.
1. Argentina
2. Australia
3. Bangladesh
4. Brasile
5. Burkina Faso
6. Camerun
7. Ciad
8. Corea del Sud
9. Costa d'Avorio
10. Egitto
11. India
12. Kazakistan
13. Kenya
14. Mali
15. Mozambico
16. Nigeria
17. Pakistan
18. Russia
19. Stati Uniti
20. Sudafrica
21. Sudan
22. Svizzera
23. Taiwan
24. Togo
25. Turchia
26. Uganda
27. Unione europea
28. Uzbekistan
29. Zimbabwe

## Organizzazione

### Comitato consultivo
Corrisponde alla sessione plenaria dei rappresentanti dei paesi membri e si riunisce almeno una volta all'anno. Nomina il Direttore esecutivo.

### Comitato permanente
Agisce su mandato del Comitato consultivo. Tiene i rapporti con le Nazioni Unite, con a FAO, con l'Istituto internazionale del cotone e con le altre organizzazioni internazionali che si occupano delle questioni d'interesse dell'ICAC.

### Segretariato
Il Direttore esecutivo coordina i lavori del Segretariato, come la raccolta dei dati statistici dei paesi membri, è tesoriere del Comitato, predispone il biancio annuale.